# Abdelhakim Sefrioui
Abdelhakim Sefrioui (geboren am 21. April 1959 in Fès, Marokko) ist ein islamischer Fundamentalist marokkanischer Herkunft, der durch Heirat die französische Staatsangehörigkeit erhalten hat und seit Ende der 1980er Jahre oder Anfang 2000 – je nach Quelle – in Frankreich aktiv ist.
Im Jahr 2004 gründete er das Kollektiv Scheich Yasin, eine Pro-Hamas-Bewegung, die Emmanuel Macron wegen ihrer Beteiligung an der Ermordung von Samuel Paty am 20. Oktober 2020 auflösen wollte.
Er behauptet, ein Vertreter eines Rates der französischen Imame zu sein, und wird 2010 von L’Express der Doppelmoral bezichtigt, der sich gegen den gemäßigten Islam stellt. Nach Angaben von France Info „steht er unter Beobachtung, ausgelöst durch seine antisemitischen 'Predigten' vor Moscheen, die er für 'untreu' hält, d. h. die er für zu gefällig gegenüber dem Staat Israel hält“. Er wird von Bernard Godard, ehemals Islamspezialist im französischen Innenministerium, als „alter Rucksacktourist des Islamismus in Frankreich“ bezeichnet.
Am 17. Oktober 2020 wurde er nach der Enthauptung des Geschichts- und Geographielehrers Samuel Paty, der während des Anschlags in Conflans-Sainte-Honorine von einem islamistischen Tschetschenen ermordet wurde, in Gewahrsam genommen.

## Frühere Aktivitäten in Frankreich
Das Datum seiner Einreise nach Frankreich variiert je nach Quelle. L’Express gibt an, dass er ab Ende der 1980er Jahre aktiv gewesen sei, während ein Arbeitspapier über Salafismus seine Ankunft in das Jahr 2000 datiert und ihn als ehemaliges Mitglied der Partei für Gerechtigkeit und Entwicklung beschreibt, einer rechtsgerichteten marokkanischen politischen Partei islamistischer Ideologie. Er heiratete eine Französin, die zum Islam konvertiert war.

## Kollektiv Scheich Yasin
Seine Frau spielt mit ihm eine herausragende Rolle bei den Aktivitäten des Kollektivs Scheich Yasin (eine Reverenz an den Gründer der Hamas, Ahmad Yasin) das er 2004 gründete, einer Pro-Hamas-Bewegung – einer palästinensischen Organisation, die „in Europa als terroristisch gilt“. Dieses Kollektiv, das keine Rechtsgrundlage hat, nimmt ständig Stellung gegen muslimische Persönlichkeiten, die der Regierung zu nahe stehen, und stellt die französische muslimische Gemeinschaft als systematisch unterdrückt dar.
Bernard Rougier, Leiter des Centre d'études et de documentation économiques, juridiques et sociales (Cedej), hält Sefrioui für „giftig“ und das Scheich Yasin Kollektiv (CCY) für eine „kleine Gruppe, [...] deren Verteidigung der Hamas als nützlicher Schutzschirm für viele Aktionen dient“. Für Gérard Davet und Fabrice Lhomme ist es ein „anti-israelisches“ Kollektiv. Diese Gruppe verwaltet die Website des Sektenverbands Ansar-al Haqq, einer Rekrutierungsplattform für den Dschihad.
Im Jahr 2015 war Bernard Godard (Cedej) der Ansicht, dass die Losungen dieses Kollektivs „ausgesprochen antisemitisch“ seien.
Am 20. Oktober 2020 kündigte Präsident Emmanuel Macron die Auflösung des Scheich-Yasin-Kollektivs an, das seiner Meinung nach „direkt an der Ermordung von Samuel Paty beteiligt“ war.
Diese Entscheidung wurde am 21. Oktober vom Ministerrat bestätigt, und die Facebook-Seite der Gruppe ist nicht mehr zugänglich. Sein Blog „soutien-palestine.blogspot.com“ bleibt aktiv.

## Rat der französischen Imame
Abdelhakim Sefrioui behauptet, der Vertreter des Rates der Imame Frankreichs im Jahr 2020 zu sein. Dieser Rat ist eine kleine Gruppe, die 1992 oder 1993 von Dhaou Meskine gegründet wurde und 13 Vertreter von Moscheen in den Regionen Île de France, Nord und Saint-Etienne zusammenbringt. Im Jahr 2003, als die Frage der Ausbildung von Imamen in Frankreich aufkam, war diese Gruppe, die damals behauptete, „ein Drittel der in Frankreich praktizierenden muslimischen Religionsführer“ zu vertreten, ein Gesprächspartner von Nicolas Sarkozy, der an seinem vierten Kongress teilnahm. Er wurde dann vom Imam der Großen Moschee von Paris, Dalil Boubakeur, unterstützt, der im Jahr 2020 urteilte, dass „sie die ersten waren, die mit Bärten herumstolzierten und Leute ausbildeten, die ein wenig radikal und sehr feindselig waren, ein wenig wie die GIA, wie diese gefährlichen Bewegungen, die in Algerien, aber auch in Frankreich lebten“, was die Zeitung Marianne dazu brachte, von einer radikalen Gruppe zu sprechen.
Die Vereinigung ruht seit mehreren Jahren, und Le Figaro betrachtet ihre Anhörung als „vertraulich“. Nach Angaben des Gründers und derzeitigen Generalsekretärs der Vereinigung ist Abdelhakim Sefrioui zwar offiziell immer noch Mitglied des Vorstands der Vereinigung, „in Erwartung der Umstrukturierung der Vereinigung, die derzeit im Gange ist, hat der Rat der französischen Imame Herrn Sefrioui jedoch nicht ermächtigt, in dessen Namen zu sprechen. Wir haben die Zusammenarbeit mit ihm vor fünf Jahren eingestellt. Wir hatten Unterschiede in den Arbeitsweisen.“

## Verlag und Buchhandlung Arrissala
Im Jahr 2003 erklärte er in einem Interview mit der Zeitschrift La Vie, dass er fünfzehn Jahre lang als Informatiklehrer im französischen nationalen Bildungssystem tätig war. Zu dieser Zeit leitete er „den Arrissala-Verlag, der sich dem Islam und der orientalischen Literatur widmet“, sowie die integrierte Buchhandlung in der Rue Jean-Pierre-Timbaud (11.  Arrondissement von Paris), die auch als Gebetsraum dient, und von der aus er „Aktionen durchführt, die diesem Ort den Ruf einer Bastion des strenggläubigen Islam verleihe“.

## Medienberichterstattung
Zu Beginn der 2000er Jahre war  Sefrioui Präsident des Kulturvereins der Muslime von Les Ulis. Im Jahr 2004 organisierte er Demonstrationen und rief zum Gebet auf öffentlichen Straßen, um die Erweiterung der Moschee zu erreichen.
Im Jahr 2006 war er Mitglied des Wahlkampfbüros von Dieudonné, der damals versuchte, für die Präsidentschaftswahl zu kandidieren. Es handelte sich um ein Büro, an dem „rechtsextreme Aktivisten, Leugner und radikale Islamisten“ teilnahmen. Im selben Jahr schrieb er das Vorwort zu einem Buch des Muslimbruders Youssef al-Qaradâwî, „ein extremer Muslimbruder“ nach Hassen Chalghoumi.
Nachdem im Jahr 2009 Dalil Boubakeur mit seinen Bemerkungen zur Freundschaft mit den Juden aufgerufen hatte, versuchte Sefrioui, den Rektor der Großen Moschee von Paris einzuschüchtern. Er organisierte ein Sit-in vor der Moschee, wodurch diese für sechs Wochen geschlossen wurde. Im selben Jahr lud er „Dieudonné und Alain Soral“ während der Europawahlen zum Kongress der Union der Islamischen Organisationen Frankreichs (UOIF) ein.
Im Jahr 2009 fand sich Sefrioui „an der Seite der rechtsextremen Verschwörungswebsite Alter-info wieder, die wegen Antisemitismus gerichtlich verfolgt wird“. Er verteidigt den Leiter der Website und dessen Veröffentlichungen, indem er in die Kameras von Arte schrie: „Haben Juden denn nichts Schlechtes? Doch, das haben sie!“.
Im Jahr 2010 stellte er sich gewaltsam gegen den Imam von Drancy, Hassen Chalghoumi, der der jüdischen Gemeinde nahe stehen soll und der gerade ein Gebot erlassen hatte, welches das Tragen des Vollschleiers einschränkt. Bei dem Versuch, Imam Chalghoumi zu destabilisieren und ihn von seinem Posten in der Drancy-Moschee entfernen zu lassen, wurde er kurzzeitig in Polizeigewahrsam genommen, weil er auf dem angrenzenden Parkplatz demonstriert und versucht hatte, Gebetsgruppen zu organisieren, obwohl seiner Gruppe ein Demonstrationsverbot auferlegt worden war. Im folgenden Jahr wurde Chalghoumi nach Drohungen von Sefrioui und seinen Anhängern unter Polizeischutz gestellt. Nach Ansicht des Imam Chalghoumi, „hätten seine Handlungen schon vor langer Zeit verboten werden müssen“.
Der Präfekt des Départements Seine-Saint-Denis und der Leiter des allgemeinen Nachrichtendienstes versuchten daraufhin erfolglos, eine Aberkennung der Staatsangehörigkeit zu erwirken.
Er wird in das Register der Ausschreibungen zur Verhinderung von Radikalisierung mit terroristischem Hintergrund eingetragen.
Eine Zeit lang unterhielt er informelle Beziehungen zu Mohamed Achamlane, dem Anführer der im März 2012 aufgelösten islamistischen Gruppe Forsane Alizza in Nantes, mit dem er 2011 versucht hatte, Druck auf einen Gymnasiallehrer in Saint-Ouen auszuüben, der das Tragen langer Röcke verbieten wollte.

## Position gegenüber Samuel Paty
Am 5. Oktober 2020, anlässlich der Gerichtsverhandlung zu den Anschlägen vom Januar 2015, verwendete ein Geschichts- und Erdkundelehrer des Collège Conflans-Sainte-Honorine, Samuel Paty, zwei Mohammed-Karikaturen im Rahmen des Sozialkundeunterrichts (MCE) über die Meinungsfreiheit, ein Thema auf dem französischen Lehrplan. Er gab muslimischen Schülern die Möglichkeit, den Unterrichtsraum zu verlassen, falls sie sich durch die Karikaturen verletzt fühlten. Nach Aussage ehemaliger Schüler führte Paty den Kurs jedes Jahr auf die gleiche Art und Weise durch, ohne Einwände von Schülern oder Eltern.
Am 8. Oktober veröffentlichte Brahim Chnina, Vater einer Schülerin aus der fraglichen Klasse, auf Facebook einen Eintrag, in dem er vorgab zu beschreiben, was der Lehrer den Schülern im Unterricht präsentiert habe. Seine Tochter, auf deren Aussage er sich hierbei beruft, war aber in der Unterrichtsstunde in Wirklichkeit nicht anwesend. In dem Facebook-Beitrag forderte er seine „Brüder und Schwestern“ auf, sich bei der Verwaltung (er benennt das Collège, die akademische Inspektion, den Bildungsminister, den Präsidenten der Republik) und dem Collectif contre l'islamophobie en France (CCIF) zu beschweren, und gab hierfür die Telefonnummer der CCIF an.
Abdelhakim Sefrioui unterstützte Eltern, die gegen die Verwendung der Karikaturen protestieren wollten, und begab sich mit dem Vater der Schülerin zur Schulleiterin, um sie unter Androhung von Demonstrationen dazu zu bewegen, den Lehrer zu entlassen. Über mehrere Tage hinweg setzten sich beide Männer dafür ein, den Lehrer aus dem Schuldienst zu entfernen, und kamen wiederholt zum Eingang der Schule, um weitere Eltern gegen Samuel Paty zu mobilisieren.
Mindestens zwei Videos wurden ins Internet gestellt, in denen der Lehrer u. a. als „Verbrecher“ und „krank“ bezeichnet wird. Ein Video stammt von dem Vater, der den Gebrauch dieser Karikaturen verurteilt und den Lehrer als „Verbrecher“ bezeichnet hat. Er wirft Samuel Paty vor, er habe Schülerinnen ein Foto eines nackten Mannes gezeigt. Am 9. Oktober wurde das Video in sozialen Netzwerken u. a. auf der Facebook-Website der Großen Moschee von Pantin veröffentlicht. Ihr Administrator, Mohammed Henniche, sagte, es sei „in muslimischen Kreisen bereits viral“ und werde auf WhatsApp weit verbreitet. Das andere Video wurde von Sefrioui aufgenommen und verbreitet. In dem Video sagt eine Schülerin, wie schockiert sie über den Anblick des „Fotos“ gewesen sei, obwohl sie in Wirklichkeit nicht den Kurs von Paty besucht hat. Dann spricht Sefrioui vor laufender Kamera von dem „unverantwortlichen und aggressiven“ Verhalten des Lehrers, das seiner Meinung nach eine Folge des „Aufrufs des Präsidenten der Republik zum Hass auf Muslime“ sei. „Es ist jetzt fünf oder sechs Jahre her“, erklärt er, „dass Kinder im Alter von 12-13 Jahren, Muslime, schockiert sind, angegriffen und vor ihren Altersgenossen gedemütigt werden“. Laut LCI enthalten die Videokommentare den Namen des Lehrers und die Adresse der Schule.
Der Vater der betreffenden Schülerin reichte daraufhin bei der Polizei eine Anzeige wegen „Verbreitung pornografischer Bilder“ ein. Er wurde von seiner Tochter begleitet, die der Polizei vorlog, sie habe am Unterricht teilgenommen. 
Am 12. Oktober 2020 wurde Samuel Paty von der Polizei angehört und reichte seinerseits eine Klage „wegen Verleumdung und übler Nachrede“ ein, aber laut BFMTV „nicht wegen Gewalt oder Drohungen“.
Samuel Paty wurde am 16. Oktober 2020 von einem 18-jährigen Tschetschenen angegriffen und enthauptet.
Am 17. Oktober 2020 wurde Abdelhakim Sefrioui im Zuge der Ermittlungen zu „Mord in Verbindung mit einem terroristischen Unternehmen“ und „krimineller terroristischer Verschwörung“ für 96 Stunden in Polizeigewahrsam genommen, um seine Rolle bei der Tat zu klären.